# Renton (Washington)
Renton az Amerikai Egyesült Államok északnyugati részén, Washington állam King megyéjében elhelyezkedő város. A 2010. évi népszámlálási adatok alapján 90 927 lakosa van.

## Történet
A térség első lakói a duwamish indiánok voltak. Henry Tobin 1853-ban érkezett a Duwamish folyó partjára; egy évvel később Dr. R. H. Bigelow-val vállalkozásba kezdtek. Az indiánok a feldolgozóüzemet először örömmel fogadták, azonban a telepesek egyre növekvő száma háborúhoz vezetett, melynek eredményeképp az őslakosokat 1855-ben rezervátumokba költöztették. A harcok során az üzem leégett, Tobin meghalt, az indiánok néhány társát pedig megölték, így Bigelow sem maradt.
1857-ben Erasmus Smithers találkozott Tobin özvegyével; házasságukat követően 1875-ben megalapították Rentont, amely nevét William Rentonról, a Renton Coal Company alapítójáról kapta. A település 1901. szeptember 6-án kapott városi rangot. Míg 1885-ben még kilenc szalon működött, addig 1910-ben már bank, templomok, iskolák és gyárak is voltak.
1941-ben a Boeing itt építette fel szerelőcsarnokát. A második világháborúban napi hat darab B–29 Superfortress bombázó készült, míg a PACCAR havonta harminc M4 Sherman tankot szereltek össze. Mivel a férfiak harcoltak, a szerelést a nők végezték. A háborút követően a Boeing maradt a város legnagyobb vállalata.
Fairwoodot 2010-ben, West Hill szigetét pedig 2012-ben szerették volna a városhoz csatolni, azonban a népszavazásokon a javaslatok elbuktak.

## Éghajlat
A város éghajlata mediterrán (a Köppen-skála szerint Csb).
| Hónap                         | Jan.  | Feb.  | Már.  | Ápr. | Máj. | Jún. | Júl. | Aug. | Szep. | Okt. | Nov.  | Dec.  | Év    |
| ----------------------------- | ----- | ----- | ----- | ---- | ---- | ---- | ---- | ---- | ----- | ---- | ----- | ----- | ----- |
| Rekord max. hőmérséklet (°C)  | 18,9  | 21,1  | 25,6  | 32,2 | 33,9 | 36,7 | 39,4 | 36,7 | 36,7  | 31,7 | 23,3  | 18,9  | 39,4  |
| Átlagos max. hőmérséklet (°C) | 8,3   | 10,0  | 12,2  | 15,0 | 18,3 | 21,1 | 24,4 | 24,4 | 21,7  | 15,6 | 10,6  | 7,8   | 15,8  |
| Átlagos min. hőmérséklet (°C) | 2,8   | 2,8   | 3,9   | 5,6  | 8,3  | 11,1 | 13,3 | 13,3 | 11,1  | 7,8  | 4,4   | 2,2   | 7,2   |
| Rekord min. hőmérséklet (°C)  | −18,0 | −17,2 | −11,7 | −1,7 | −2,2 | 3,3  | 6,1  | 6,7  | 1,7   | −2,2 | −14,4 | −14,4 | −18,0 |
| Átl. csapadékmennyiség (mm)   | 141   | 92    | 94    | 69   | 49   | 40   | 18   | 22   | 38    | 88   | 167   | 136   | 954   |
| Forrás: The Weather Channel   |       |       |       |      |      |      |      |      |       |      |       |       |       |

## Népesség
A 2010-es népszámláláskor a városnak 90 927 lakója, 36 009 háztartása és 21 849 családja volt. A népsűrűség 1495,5 fő/km2. A lakóegységek száma 38 930, sűrűségük 640,3 db/km2. A lakosok 54,6%-a fehér, 10,6%-a afroamerikai, 0,7%-a indián, 21,2%-a ázsiai, 0,8%-a a Csendes-óceáni szigetekről származik, 6,2%-a egyéb, 5,8%-a pedig kettő vagy több etnikumú. A spanyol vagy latino származásúak aránya 13,1% (   )
A háztartások 32,4%-ában élt 18 évnél fiatalabb. 43,2% házas, 11,9% egyedülálló nő, 5,5% egyedülálló férfi, 39,3% pedig nem család. 30,3% egyedül élt; 7,9%-uk 65 éves vagy idősebb. Egy háztartásban átlagosan 2,51 személy élt; a családok átlagmérete 3,16 fő.
A medián életkor 35,2 év volt. A város lakóinak 23,2%-a 18 évesnél fiatalabb, 8,8% 18 és 24 év közötti, 33,5%-uk 25 és 44 év közötti, 24,4%-uk 45 és 64 év közötti, 10,1%-uk pedig 65 éves vagy idősebb. A lakosok 49,5%-a férfi, 50,5%-a pedig nő.

## Gazdaság
A városban van a Boeing Commercial Airplanes, a Boeing Capital, a Providence Health & Services és a Wizards of the Coast székhelye.

## Oktatás
A város iskolái többségének fenntartója a Rentoni Tankerület, azonban egyes intézmények az Issaquah-i, mások pedig a Tacoma Public Schools fennhatósága alá tartoznak.
Az 1942-ben megnyílt Rentoni Műszaki Főiskola egykor a fegyvergyártásra specializálódott; ma többféle területen kínál képzéseket.

## Közlekedés
A város közösségi közlekedését a King County Metro és a Sound Transit biztosítja.
A Rentoni városi repülőtér főleg regionális járatokat szolgál ki.

## Nevezetes személyek
- Aretha Thurmond, olimpikon diszkoszvető[22]
- Avery Garrett, Renton egykori polgármestere[23]
- Brandon Roy, kosárlabdázó[24]
- Clint Eastwood, színész és producer[25]
- Doug Sisk, baseballjátékos[26]
- Emily Rose, színész[27]
- Jamal Crawford, kosárlabdázó[28]
- Joshua Farris, műkorcsolyázó[29]
- Rick May, szinkronszínész[30]
- Sally Jewell, az USA egykori belügyi államtitkára[31]
- Sam Longoria, producer[32]
- Sean Kinney, az Alice in Chains dobosa[33]}
- Zach LaVine, kosárlabdázó[34]

## Testvérvárosok
A település testvárvárosai:
- Cuautla (Jalisco), Mexikó
- Nisivaki, Japán

## Fordítás
- Ez a szócikk részben vagy egészben  a   Renton, Washington című angol Wikipédia-szócikk ezen változatának fordításán alapul.  Az eredeti cikk szerkesztőit annak laptörténete sorolja fel. Ez a jelzés csupán a megfogalmazás eredetét és a szerzői jogokat jelzi, nem szolgál a cikkben szereplő információk forrásmegjelöléseként.